# Чи ми це?
Чи ми це? — радянський короткометражний фільм, знятий творчим об'єднанням «Екран» в 1987 році режисером Георгієм Левашовим-Туманішвілі.

## Сюжет
Головний герой (Михайло Янушкевич) приїжджає в Москву у відрядження і тут же занурюється в атмосферу столиці часів перебудови. У готелях для нього немає місця, люди стоять в нескінченних чергах за дефіцитними речами. У магазинах і їдальнях він стикається з хамством співробітників. Зняти фільм про життя в Москві для нього також проблематично. Людям не подобається коли їх знімають на камеру, зйомки в різних закладах відразу ж присікаються адміністрацією. Дивним чином все змінюється коли він отримує офіційний дозвіл на зйомку від міністерства — ніхто більше не хамить і не перешкоджає зйомці, а в готелі відразу ж знаходяться вільні місця. У фільмі показана глибока духовна криза радянської системи за 4 роки до розвалу СРСР. Люди розуміють, що держава про них більше не дбає. Всі роздратовані таким життям і ненавмисно зриваються в хамство… Також герой відвідує музей-садибу «Останкіно» де проводить екскурсію «Вона» (Євдокія Германова). У фільмі використані пісні Сандро Еріставі.

## У ролях
- Михайло Янушкевич —  Він (головний герой «журналіст»)
- Євдокія Германова —  Вона (екскурсовод)

## Знімальна група
- Режисер — Георгій Левашов-Туманішвілі
- Сценарист — Омар Гвасалія, Георгій Левашов-Туманішвілі
- Оператор — Володимир Мелетін